# 朗·史賓格
朗·斯伯格蒂（Ronald Deryk George "Ron" Springett），1935年7月22日—2015年9月12日），著名英格蘭職業足球運動員，司職守門員。
2015年9月朗·斯伯格蒂因病去世，享年80歲。

## 榮譽
- 1966年世界盃足球賽

## 外部連結
- Sheffield Wednesday Official Site
- Englandfanzine